# Marcel Mehlem
Marcel Mehlem (Germersheim, 1 maart 1995) is een Duits professioneel voetballer die als verdedigende middenvelder speelt voor het Duitse SC Paderborn 07.

## Carrière
Mehlem stapte als tiener over van SV Blankenloch naar Karlsruher SC. Daar speelde hij van de U12 tot de U19, alvorens in 2014 door te stromen naar het tweede elftal in de Oberliga Baden-Württemberg. Na een zeventigtal wedstrijden in het tweede elftal maakte hij op 4 maart 2017 zijn officiële debuut in het eerste elftal: in de competitiewedstrijd tegen Hannover 96 (2-0-winst) viel hij in de blessuretijd in voor Grischa Prömel. Na de degradatie van Karlsruhe naar de 3. Liga ondertekende hij een contract tot 2019 bij de club. In het seizoen 2017/18 veroverde hij een basisplaats als verdedigende middenvelder, ook na de terugkeer van aanvoerder Kai Bülow. Karlsruhe plaatste zich dat seizoen voor de promotie-playoffs, maar het verloor uiteindelijk de dubbele confrontatie met FC Erzgebirge Aue, het nummer zestien uit de 2. Bundesliga.
In juli 2018 ondertekende hij een contract voor drie seizoenen bij de Belgische tweedeklasser Union Sint-Gillis. Ook daar veroverde hij al snel een basisplaats – vaak als verdedigende middenvelder, maar soms depanneerde hij ook als rechtsachter. In het seizoen 2020/21 werd hij met Union kampioen in Eerste klasse B, waardoor de club voor het eerst in 48 jaar weer in de Belgische hoogste divisie mocht aantreden. Mehlem promoveerde echter niet mee, want op het einde van het seizoen maakte Union bekend dat zijn contract niet verlengd werd. In juni 2021 verhuisde hij transfervrij naar de Duitse tweedeklasser SC Paderborn 07.